# Henric Tham (1827–1908)
Henric Sebastian Tham (i riksdagen kallad Tham i Stäholm), född 11 juli 1827 i Fellingsbro församling, Örebro län, död 29 december 1908 i Munktorps församling, Västmanlands län, var en svensk ryttmästare, godsägare och politiker. Han var son till överstelöjtnanten Henric Tham (1794–1866).
Tham var ledamot av riksdagens första kammare 1879 för Västmanlands län.